# Allgemeine Militärakademie der Russischen Streitkräfte
Die Allgemeine Militärakademie der Russischen Streitkräfte (russisch Общевойсковая академия Вооруженных Сил Российской Федерации) ist das wissenschaftliche Zentrum zur Erforschung der Probleme des allgemeinen Gefechts und der Armeeoperationen in den russischen Streitkräften.

## Geschichte
Gemäß Beschluss der Regierung der Russischen Föderation Nr. 10.009 vom 29. Oktober 1998 wurden die Malinowski-Militärakademie der Panzertruppen und die Frunse-Akademie zur Allgemeinen Militärakademie der Russischen Streitkräfte zusammengelegt.

## Bekannte Absolventen
Siehe auch: Kategorie:Absolvent der Allgemeinen Militärakademie der Russischen Streitkräfte
- Alexei Jurjewitsch Awdejew (1999)
- Witali Petrowitsch Gerassimow (2007)
- Sergei Wladimirowitsch Gorjatschew (2008)
- Sergei Jurjewitsch Kusowlew (2005)
- Andrei Wladimirowitsch Kusmenko (2003)
- Rustam Usmanowitsch Muradow (?)
- Andrei Nikolajewitsch Mordwitschew (2006)
- Jewgeni Walerjewitsch Nikiforow (2003)
- Iwan Iwanowitsch Popow (?)
- Jakow Wladimirowitsch Resanzew (2002)
- Michail Jurjewitsch Teplinski (1999)
- Sulim Bekmirsajewitsch Jamadajew (2007)

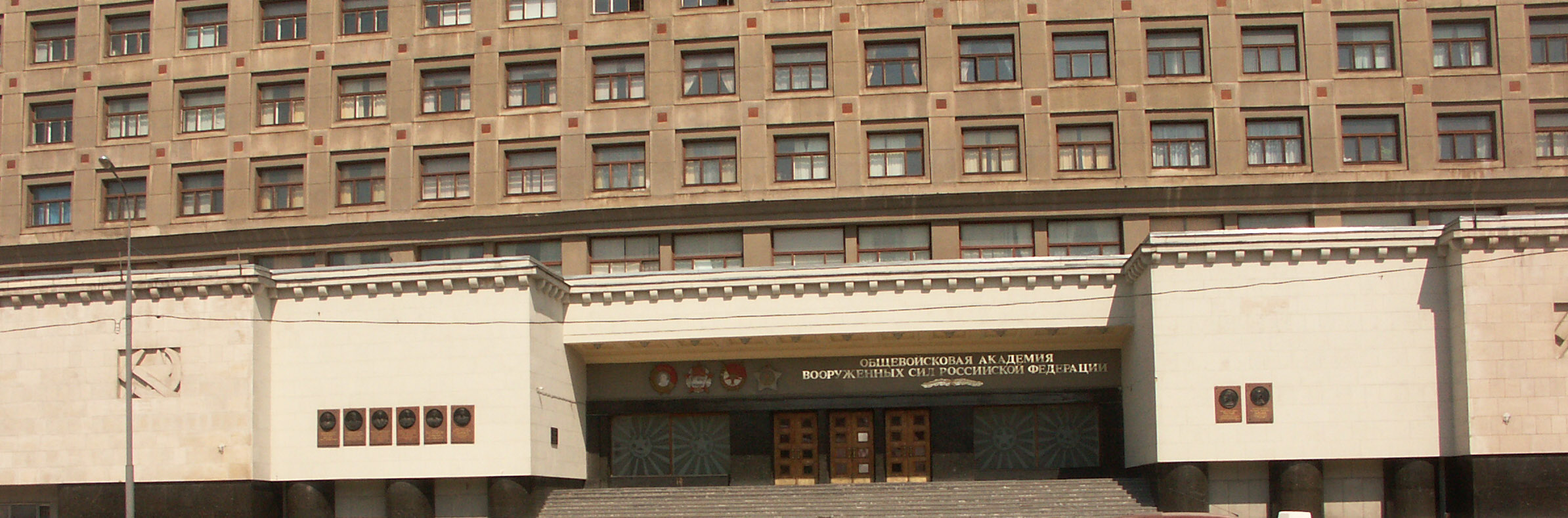
Hauptgebäude der Militärakademie